# أبو سبايا
أبو سبايا (18 يوليو 1962 - 21 يونيو 2002)، كان أحد قادة جماعة أبو سياف في جنوب الفلبين حتى قتل على يد القوات المسلحة الفلبينية في عام 2002.

## حياته
كان أبو سبايا طالب هندسة، ومتدرب في الشرطة في مدينة زامبوانجا. عاش في المملكة العربية السعودية لعدة سنوات قبل أن يعود إلى الفلبين في أواخر التسعينات.
عرضت حكومة الولايات المتحدة مكافأة قدرها 5000.000 دولار أمريكي لمن يدلي بمعلومات تؤدي إلى اعتقاله؛ بسبب تنظيمه لعملية اختطاف اثنين من المبشرين الأمريكيين وقطع رأس أمريكي آخر.
انضم إلى الجبهة الوطنية لتحرير مورو وتعلم صنع القنابل، وعندما وقعت الجبهة الوطنية لتحرير مورو معاهدة سلام مع الحكومة الفلبينية عام 1996، تواصل مع عبد الرزاق أبو بكر جانجلاني أحد مؤسسي جماعة أبو سياف. واشترك بعدة عمليات خطف رهائن في باسيلان، واتُهم بالتورط في 13 حادثة اختطاف، بما في ذلك اختطاف كاهن روماني كاثوليكي، وكرد فعل عرضت الحكومة الفلبينية مكافأة بقيمة 5.000.000 بيسو مقابل القبض عليه.
قام بعدة عمليات ضد البحرية الفلبينية. تعقبته القوات الفليبينية بمساعدة أمريكية، قُتل في البحر. ونجا أربعة أعضاء آخرين من جماعة أبو سياف واعتُقلوا خلال الحادث. ووفقًا للباحث الأسترالي بوب إيست فإن مقتله كانت لها تأثير كبير على جماعة أبو سياف، حيث انخفض عدد العناصر العاملة في المجموعة بشكل حاد من 1100 عام 2001 إلى 450 في أواخر عام 2002.